# Бисерни острови
Бисерните острови (на испански: Archipiélago de las Perlas) е архипелаг в Панамския залив на Тихия океан, част от територията на Република Панама. Островите са разположени в източната част на Панамския залив, на около 70 km югоизточно от столицата Панама. Състоят се 39 острова и над 100 много малки островчета и скали с обща площ 329 km². Най-големите са: Рей (234 km²), Сан Хосе (44 km²), Контадора (3 km²). През 2000 г. на островите живеят около 4500 души. В продължения на столетия местното население е добивало бисери от обитаващите морските плитчини бисерни миди. През 1938 г. бисерните миди са били унищожени от т.нар. „червен прилив“ (прекомерно развитие на планктона диатомея) и добивът е прекратен. Сега основният поминък на населението е туризма. Островите са открити през октомври 1513 г. от испанския конкистадор Васко Нунес де Балбоа.